# Флютбет
Флютбет (нем. Flutbett, от Flut — «поток» и Bett — «ложе») — совокупность основных частей водосливной плотины (или другого напорного гидротехнического сооружения), создающих искусственное ложе для протекания водного потока. Термин употребляется, как правило, по отношению к низконапорным плотинам.
Обычно в состав флютбета включают следующие элементы: понур, водослив (водосливной порог или тело плотины), водобой и рисберму. Флютбет предназначен для восприятия напора воды, предохранения русла реки от размыва поверхностным потоком, восприятия части напора подпорным сооружением и защиты его от фильтрационных деформаций.
Конструктивные решения и размеры элементов флютбета определяются согласно гидравлическим, фильтрационным и статическим расчётам.